# Eric Brandon
Eric Brandon (18 de juliol del 1920, Londres, Anglaterra - 8 d'agost del 1982, Gosport, Hampshire)
fou un pilot de curses automobilístiques anglès que va arribar a disputar curses de Fórmula 1. Va debutar la Temporada 1952 de Fórmula 1, la tercera temporada de la història del campionat del món, disputant el 18 de maig el Gran Premi de Suïssa del 1952, que era la prova inaugural de la temporada. Eric Brandon va participar en cinc curses puntuables pel campionat de la F1 repartides en les temporades 1952 i 1954. Fora del campionat de la F1 va disputar nombroses proves amb millors resultats que a les curses oficials.

## Resultats a la Fórmula 1
| Any  | Equip           | Xassís | Motor   | 1     | 2   | 3     | 4   | 5       | 6   | 7     | 8      | 9   | Posició | Punts |
| ---- | --------------- | ------ | ------- | ----- | --- | ----- | --- | ------- | --- | ----- | ------ | --- | ------- | ----- |
| 1952 | Ecurie Richmond | Cooper | Bristol | SUI 8 | 500 | BEL 9 | FRA | GBR 20  | ALE | HOL 8 | ITA 13 |     | -       | 0     |
| 1954 | Ecurie Richmond | Cooper | Bristol | ARG   | 500 | BEL   | FRA | GBR Ret | ALE | SUI   | ITA    | ESP | -       | 0     |

### Resum
| Curses: | Victòries: | Pòdiums: | Poles: | Voltes ràpides: | Punts: |
| ------- | ---------- | -------- | ------ | --------------- | ------ |
| 5       | 0          | 0        | 0      | 0               | 0      |